# 4-メルカプト安息香酸
4-メルカプト安息香酸（4-メルカプトあんそくこうさん、4-mercaptobenzoic acid）は、芳香族カルボン酸でチオールの一種である有機化合物である。パラメルカプト安息香酸、あるいはp-MBAとも呼ばれる。チオールでありながら無臭であり、さらに親水性を帯びた化合物であることから、種々の有機合成に利用されるほか、金属ナノ粒子における配位子としても用いられる。

## 性質
常温常圧で淡黄色の粉末状固体であり、空気中で安定に扱うことができる。カルボキシ基を有するものの、水にはほとんど溶けない。メタノール、アセトンに可溶。